# 坟墓增二
坟墓增二（飛馬座35），又名BD+03 4710，HD 212943、SAO 127540、HR 8551，是飛馬座的一颗恒星，视星等为4.79，位于銀經69.98，銀緯-42.94，其B1900.0坐标为赤經22h 22m 47.8s，赤緯+4° -42.94′ 39″。